# Tolga-Os kommun
Tolga-Os kommun (norska: Tolga-Os kommune) var en kommun i Hedmark fylke i östra Norge.  Kommunen hade samma omfattning som de båda nuvarande kommunerna Tolga och Os. Tätorten Tolga utgjorde kommunens centralort.

## Administrativ historik
Tolga-Os kommun upprättades den 1 januari 1966 genom en sammanslagning av de tidigare kommunerna Tolga och Os. Kommunen hade 3 959 invånare vid upprättandet.
Den 1 januari 1976 delades kommunen i två och de båda tidigare kommunerna Tolga respektive Os återupprättades. Kommunen hade vid delningen totalt 3 724 invånare.